# الحفاير (الأحساء)
الحفاير قرية صغيرة في منطقة الأحساء من المنطقة الشرقية في المملكة العربية السعودية.

## الموقع
تبتعد عن الهفوف 280 كم إلى الجنوب الغربي، وتبعد عن يبرين 20 كم، وتبعد عن محافظة الأحساء مسافةَ 325 كيلومترًا.

## النقل
يمر بالقرب من القرية الطريق السريع 75 الذي يبعد 8 كم.

## السكان
يبلغ عدد سكان القرية حوالي 311 نسمة موزعين في 38 بيتاً. وهم من قبيلة آل جابر ال مره 

## التقسيم الأداري
القرية يتبعها سبع هجر هي القباليات، القليبه، عصيبة، الرفيعة، العازبية، القصبة، الدماغية. وتحتوي أيضا علي جبل المحروق.

## المرافق
- مركز إمارة تابع لإِمارة الأحساء.
- ابتدائية هجرة الحفاير للبنات.[4]